# All About Evil

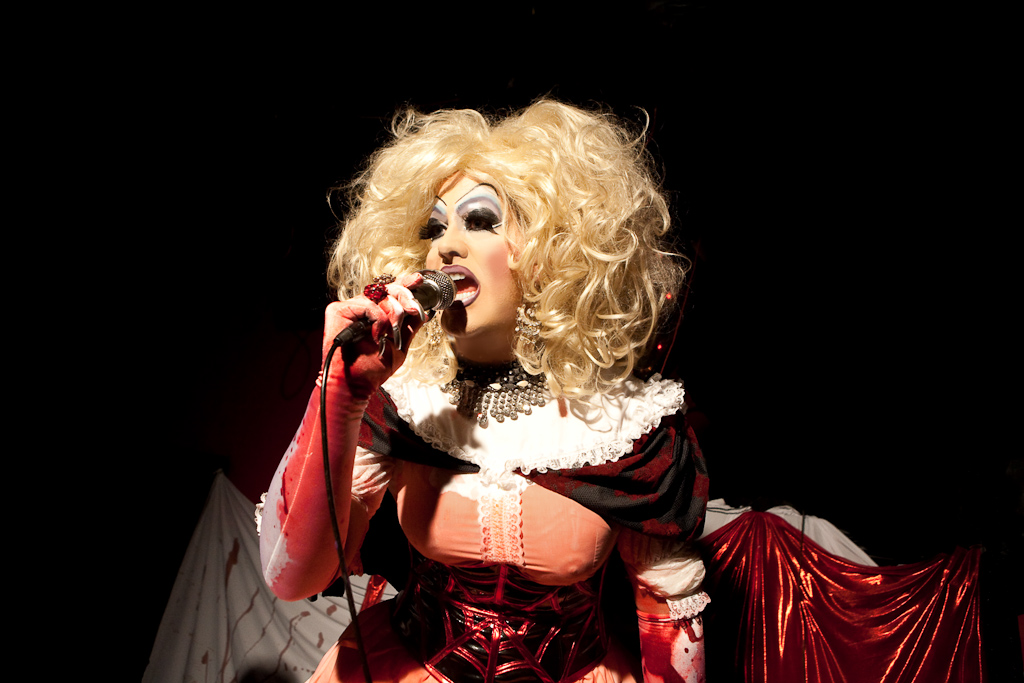
Reżyserka filmu, Peaches Christ.

All About Evil to amerykański film fabularny (hybryda horroru i czarnej komedii) z 2010 roku, napisany i wyreżyserowany przez Peaches Christ pod pseudonimem „Joshua Grannell”. Premiera obrazu nastąpiła 1 maja 2010 podczas Międzynarodowego Festiwalu Filmowego w San Francisco. W ciągu kolejnych lat projekt wyświetlany był na festiwalach w Stanach Zjednoczonych, Kanadzie, Francji i Austrii. Krytycy pozytywnie ocenili All About Evil, chwaląc jego kampowy i zabawny klimat oraz przywiązanie reżysera do tradycji filmowej.

## Opis fabuły
Film opowiada historię właścicielki kina Deborah, która morduje swoją macochę, gdy ta każe jej podpisać umowę dotyczącą sprzedaży miejsca pracy. Śmierć kobiety uwieczniona zostaje na kamerze i przypadkiem wyemitowana widzom. Gdy ci biorą scenę snuff za eksperymentalny, krótkometrażowy horror, Deborah obmyśla plan intratnego interesu. 

## Obsada
- Natasha Lyonne − Deborah Tennis
- Thomas Dekker − Steven
- Cassandra Peterson − Linda
- Mink Stole − Evelyn
- Ariel Hart − Judy
- Noah Segan − Adrian
- Jack Donner − pan Twigs
- Jade Ramsey − Veda
- Nikita Ramsey − Vera
- Ashley Fink − Lolita
- Patrick Bristow − Peter Gorge
- Julie Caitlin Brown − Tammy Tennis
- Joshua Grannell − Peaches Christ
- Lyndsy Kail − Claire